# ハイフロータービン
ハイフロータービン(英: High Flow Turbine)は、通常のターボチャージャーを改造して、吸入空気を圧縮するコンプレッサーインペラ部分を拡大し、
ノーマルよりも大きな風量を導入することを可能にしたタービンのことである。

## 概要
通常はノーマルのタービンを分解し、コンプレッサーインペラを大型のものに交換してサイズアップすることで、吸入空気の流量を増やす。
しかし、このままでは大きな風車を回すために排気で回るタービン部分への負担が増大し、排圧が上昇する。そのため、排圧を逃がすためにタービンブレードの端を切るカットバック処理、加えてその受け皿であるタービンハウジング加工などの排圧上昇対策を同時に行ってバランスを取る。
カットバック処理の結果、排気のエネルギーを受けるタービンブレードの面積は減少するため、エンジンが低回転の状態からブレードを回すのは難しくなるが、タービンそのものの慣性重量は減少するため、回り始めるとカットバック処理なしのターボチャージャーより素早くブーストが立ち上がる。結果的に、あまりレスポンスを犠牲にせず、大風量、大出力を狙うことが可能になる。
さらに、ブレードの材質をアルミ鍛造製にすることで、強度を保ちつつ軸形を細くし羽根部分をより拡大させることで風量を増したり、ブレードを大型化しつつノーマルよりも重量を軽減させたりすることが可能になり、低回転からパワーが立ち上がりなおかつレスポンスを高めることができる。